# Diasclera obscura
Diasclera obscura là một loài bọ cánh cứng trong họ Oedemeridae. Loài này được LeConte miêu tả khoa học năm 1854.